# 開始出發房產信託投資法人
開始出發房產信託投資法人(Starts Proceed Investment Corporation 或 スターツプロシード投資法人)，（東證1部：8979）由日本開始出發資產管理股份有限公司旗下信託管理，主要經營日本所有地區房地產產業，包括東京、神奈川、千葉縣等地區資產。財政年度則為3月31日止。
其股份自2005年起曾於日本店頭市場上市。於2010年，開始轉往東京證券交易所房地產信託基金板上市。